# Радзібуж
Радзібуж (пол. Radzibórz) — село в Польщі, у гміні Паженчев Зґерського повіту Лодзинського воєводства.